# Bångstjärnen
Bångstjärnen är en sjö i Härjedalens kommun i Hälsingland och ingår i Ljusnans huvudavrinningsområde. Sjön har en area på 0,126 kvadratkilometer och ligger 517,2 meter över havet.

## Delavrinningsområde
Bångstjärnen ingår i det delavrinningsområde (689054-144889) som SMHI kallar för Ovan 689299-144940. Medelhöjden är 491 meter över havet och ytan är 9,24 kvadratkilometer. Det finns inga avrinningsområden uppströms utan avrinningsområdet är högsta punkten. Vattendraget som avvattnar avrinningsområdet har biflödesordning 5, vilket innebär att vattnet flödar genom totalt 5 vattendrag innan det når havet efter 216 kilometer. Avrinningsområdet består mestadels av skog (85 procent). Avrinningsområdet har 0,13 kvadratkilometer vattenytor vilket ger det en sjöprocent på 1,4 procent.